# Lidija Šišmanova
Lidija Šišmanova, ukrajinsky Лідія Шишманова, bulharsky Лидия Шишманова (17. října 1866 Kyjev – 7. února 1937 Sofie), byla ukrajinská a bulharská spisovatelka, novinářka, divadelní a hudební kritička, překladatelka a sociální aktivistka.

## Život a dílo
Lidija Šišmanova se narodila jako Lidia Drahomanova dne 17. října 1866 v Kyjevě na Ukrajině. Její otec byl filozof, historik a folklorista profesor Mychajlo Drahomanov a matka slavná herečka Ludmila Drahomanová. Se svými rodiči cestovala.. Získala titul na Filologické fakultě Ženevské univerzity. Dne 28. prosince 1888 se provdala za Ivana Šišmanova. Měli jednoho syna, Dymytra Šišmanova. Pár se  v roce 1889 přestěhoval do Bulharska, kde se Lidija Šišmanova  etablovala jako aktivní veřejná osobnost v oblasti práv žen, rozvoje bulharského umění a kultury a prezentace věci Bulharska v Evropě.
Jejich domov v Sofii se stal jedním z hlavních míst setkání bulharských intelektuálů a těch, kteří se zabývají posilováním bulharsko-ukrajinských vztahů. Mezi návštěvníky jejich domova byli mj. Ivan Vazov a Aleko Konstantinov. V roce 1896 vydala ve Francii Sbírku lidových písní a příběhů. Cyklus shromáždil lidové příběhy, písně a mýty méně prozkoumané či zkoumané národy a etnika. Psala pro bulharské časopisy, např. pro  Bulharská recenze, Svoboda názoru, Bulharská sbírka, Mír, Žurnál žen a Hlas žen. Psala v ukrajinštině pro časopisy Ukrajina, Rada, Dilo a Nová Ukrajina. Její články byly recenzemi divadelní a hudební scény v Bulharsku i v zahraničí.
Mnoho let psala pro francouzské noviny La Bulgarie, propagovala bulharskou kulturu, literaturu a umění. Napsala řadu článků o politice v Bulharsku, na Ukrajině, na Balkáně a v západní Evropě, stejně jako o vědeckých úspěších té doby a o právech žen v Bulharsku. Byla členkou Asociace žen s vyšším vzděláním, byla zakladatelkou Klubu bulharských spisovatelů (v roce 1930) a Ligy anglicky mluvících, působila jako místopředsedkyně bulharské sekce Mezinárodní ligy za mír a svobodu. Byla také členkou Bulharského svazu žen a Společnosti esperanta v Bulharsku. Byla viceprezidentkou první hudební společnosti se sídlem v Sofii.
Lidija Šišmanova byla členkou správní rady Sirotčince svatého Patrika v Sofii, který založil Pierce O'Mahony pro bulharské sirotky a oběti Ilindensko-preobraženského povstání z Makedonie a Edirne.
Lidija Šišmanova zemřela v Sofii dne 7. února 1937.